# Стълбище
Стълбище, или само стълби, е конструктивен функционален елемент, осигуряващ вертикална връзка между отдалечени големи хоризонтални повърхности.
Тази връзка се осъществява посредством по-малки и по-малко отдалечени хоризонтални повърхности, наречени стъпала. Стълбищата може да са прави или вити. Ескалаторите представляват специален вид подвижни стълбища. Алтернатива на стълбищата са асансьорите и лифтовете. Всички те имат за цел да обезпечат безопасността на хората, които ги използват. При евакуация се използват именно стълбищата, защото при спиране на тока асансьорите, лифтовете и ескалаторите може да заседнат.
- Стълбище, Античен театър (Пловдив)
- Стълбище на входа, парк „Гюел“, Барселона
- Вита стълба в музея във Ватикан
- „Броненосецът „Потьомкин““